# كارل إي. أولسون
كارل إي. أولسون (بالإنجليزية: Carl E. Olson)‏ هو صحفي أمريكي، ولد في 17 أبريل 1969.